# Cipancur (Kalimanggis)
Cipancur is een bestuurslaag in het regentschap Kuningan van de provincie West-Java, Indonesië. Cipancur telt 4425 inwoners (volkstelling 2010).